# Калварийский район
Калварийский район (лит. Kalvarijos rajonas) — административно-территориальная единица в составе Литовской ССР, существовавшая в 1950—1962 годах. Центр — город Калвария.
Калварийский район был образован в составе Каунасской области Литовской ССР 20 июня 1950 года. В его состав вошли 37 сельсоветов Калварийского уезда.
28 мая 1953 года в связи с ликвидацией Каунасской области Калварийский район перешёл в прямое подчинение Литовской ССР.
7 декабря 1959 года к Калварийскому району были присоединены 3 сельсовета упразднённого Кибартского района.
8 декабря 1962 года Калварийский район был упразднён, а его территория разделена между Капсукским и Вилкавишкским районами.